# Arne Løchen
Arne Løchen, född den 2 november 1850 i Vang, Oppland fylke, död 1930, var en norsk filosof. Løchen var tvillingbror till den norske justitieministern Einar Løchen och bror till journalisten Hjalmar Løken.
Løchen blev filosofie doktor 1886 och var professor i filosofi vid Universitetet i Oslo 1900-1921. Som filosof intresserade han sig mest för psykologi. 
Bland Løchens skrifter märks J. S. Welhavens liv og skrifter (2 band, 1898-1900), Digtning og videnskab (1913) och Fantasien (1917).